# Гражданско участие
Гражданска ангажираност или гражданско участие е всяка индивидуална или групова дейност, насочена към въпроси от обществен интерес. Гражданската ангажираност включва общности, работещи заедно, или индивиди, работещи сами в политически и неполитически действия за защита на обществените ценности или за промяна в общността. Целта на гражданската ангажираност е да отговори на обществените опасения и да насърчи качествените усилия на общността. В днешно време, участието често се схваща като инструмент, който компенсира слабостите на представителната демокрация.
Гражданската ангажираност „е процес, при който хората предприемат колективни действия за решаване на въпроси от обществен интерес“ и е „инструмент на демокрацията“ (Checkoway & Aldana, 2012).
Недостатъчното представяне на групи в правителството води до пренебрегване или игнориране на проблеми, пред които са изправени групи като малцинства, групи с ниски доходи и по-млади групи. На свой ред проблемите за групи с по-високи гласове се разглеждат по-често, което води до приемане на повече законопроекти за решаване на тези проблеми (Griffin & Newman, 2008).

## Форми
Гражданското участие може да приеме много форми – от индивидуално доброволчество към организационно ангажиране до участие в избори. То може да включи усилия да адресира директно даден въпрос, да работи в екип за да реши проблем или да комуникира с институциите на представителната демокрация. Друг начин да се опише тази концепция е чрез чувството за лична отговорност, което индивидите усещат, като дълг към общностите към които принадлежат. „Младежкото гражданско участие“ има идентични цели, но е фокусирано върху гласа на младежта.
Изследване, публикувано от Center for Information & Research on Civic Learning & Engagement на Бостънския Университет Тафтс, разделя гражданското участие в три категории: гражданско, изборно и политическо. Учените, разглеждащи младежкото гражданско участие онлайн, смятат че е необходимо по-широко разглеждане на гражданското участие, което се фокусира върху целта на съществуване на институциите и дейностите, и трябва да включва и зараждащите се институции и дейности, които се стремят към същите цели. Тези изследователи на гражданското участие възразяват, че ограничаването на гражданското участие само до изборно поведение, е недостатъчно, за да бъде описан пълният спектър на гражданско участие в обществения живот.
| Форми на участие                                            | Форми на участие                                                                 | Форми на участие             |
| ----------------------------------------------------------- | -------------------------------------------------------------------------------- | ---------------------------- |
| Неполитическо участие                                       | Изборно участие                                                                  | Политическо участие          |
| Решаване на проблеми на общността                           | Редовно гласуване                                                                | Контакт с официалните власти |
| Редовно доброволчество за неполитическа организация         | Агитиране на други за упражняване на право на глас                               | Контакти с печатни медии     |
| Активно членство в група или асоциация                      | Демонстриране на значки, надписи, стикери                                        | Контакти с електронни медии  |
| Участие в набиране на средства с бягане / разходка / каране | Принос към предизборни кампании                                                  | Протестиране                 |
| Участие в друг вид благотворителност                        | Доброволчество за кандидат или политическа партия                                | Емайл петиции                |
| Кандидатиране на избори                                     | Регистриране на избиратели (само в избирателни системи с доброволна регистрация) | Писмени петиции и агитация   |
| Символично неучастие                                        |                                                                                  | Бойкотиране                  |

Реформата на гражданската ангажираност възниква в началото на 21 век, след като книгата на Робърт Пътнам „Боулинг сам“ разкрива промени в моделите на гражданско участие. Пътнам твърди, че въпреки бързото увеличаване на възможностите за висше образование, което може да насърчи гражданската ангажираност, американците отпадат от политическия и организирания живот в общността. Редица проучвания показват, че докато повече младежи доброволно участват, по-малко гласуват или стават политически ангажирани. Реформата на гражданската ангажираност възниква в началото на 21 век, след като книгата на Робърт Пътнам „Bowling Alone“ разкрива промени в моделите на гражданско участие. Пътнам твърди, че въпреки бързото увеличаване на възможностите за висше образование, което може да насърчи гражданската ангажираност, американците отпадат от политическия и организирания живот в общността. Редица проучвания показват, че докато повече младежи доброволно участват, по-малко гласуват или стават политически ангажирани.

## Роля на доброволчеството в трансформирането на управлението
Докладът за състоянието на доброволчеството по света през 2015 г. е първият глобален преглед на силата на доброволческите гласове, който спомага за подобряване на начина на управление на хората, основавайки се на доказателства от толкова разнообразни държави като Бразилия, Кения, Ливан и Бангладеш. Докладът на Организацията на обединените нации показва как обикновените хора доброволно отдават своето време, енергия и умения, за да подобрят начина, по който се развива страната им и допринасят в обществено добротворчество на местно, национално и глобално ниво. По-доброто менажиране на всяко ниво е предпоставка за успеха на новия набор от цели за бъдещо международно развитие и целите за устойчиво развитие, което са договорени от ООН през септември 2015 г.
На глобално ниво, например, разнообразна група от 37 онлайн доброволци от цял свят, ангажирани в интензивно сътрудничество в рамките на 4 месеца с Департамента по икономически въпроси на ООН (UN DESA) обработват 386 мисии, проведени в 193 държави членки на ООН за проучването на ООН за електронно управление през 2014 г. Разнообразието от националности и езици на онлайн доброволците – над 65 езика, 15 националности, от които половината са от развиващите се страни – отразява мисията на проучването.

## Ползи и предизвикателства
Гражданската ангажираност може да насърчи участието на общността и участието на правителството. Според
Международната асоциация на капиталовия пазар ICMA: Лидерите са в основата на по-добрите граждански общности, това са предимствата на гражданското участие:
- Постигане на по-голям принос към решения с по-малко обратни реакции, като съдебни дела, специални избори или отзоваване на съвет.
- Насърчаване на доверие между гражданите и правителството, което подобрява общественото поведение на заседанията на съвета.
- Постигане на успешни резултати по токсични проблеми, което помага на избраните служители да избегнат избора между също толкова непривлекателни решения.
- Разработване на по-добри и по-креативни идеи и решения в полза на общото благо.
- По-бързо и лесно прилагане на идеи, програми и политики
- Създаване на ангажирани

граждани вместо взискателни клиенти.
- Изграждане на общност в рамките на един град.
- Улесняване на работата й преминаване в по-умерен режим.

Въпреки че има ползи от гражданската ангажираност, има предизвикателства, които трябва да се имат предвид. Тези предизвикателства включват различните фактори, които ICMA описва. Например недоверието, изясняването на ролята, времето играят роля в предизвикателствата на гражданската ангажираност.
- В сравнение с преките действия на правителството, гражданската ангажираност обикновено отнема повече време, за да се покажат резултатите. В дългосрочен план обаче реакцията на обществеността на решението на правителството относно политики или закони може да доведе до по-бърза промяна в сравнение с правителството, участващо в съдебни дела или инициативи за гласуване.
- За да бъде успешен гражданският ангажимент, трябва да има слой прозрачност и доверие между правителството и неговите граждани.

## Местна гражданска ангажираност
В рамките на местните общности съществуват много възможности гражданите да участват в гражданската ангажираност. Доброволчеството през свободното лично време в полза за общностни проекти подпомага растежа на общността като цяло. Ангажираността на общността се проявява в складови помещения за храна на бедните, програми за почестване на различни места на общността и други подобни, като така се подкрепят усилията за силна общностна връзка.

### Общностно сътрудничество
Сътрудничеството в общността включва демократични пространства, където хората са отворени да обсъждат своята загриженост за конкретни въпроси по отношение на обществения интерес и средства за извършване на необходимите промени. Тези пространства често са центрове за ресурси, като квартални асоциации или училищни настоятелства, където гражданите могат да получат информация относно общността (предстоящи промени, предложени решения на съществуващи проблеми и т.н.). Колежите и университетите също предлагат повече възможности и очакват повече студенти да се включат в доброволческа работа в общността.
Според казус, проведен в американски колеж на септември 2014 г., има ключови лидерски качества, които допринасят за развитието на гражданската ангажираност. Изследването споменава 3 основни теми: активно, адаптивно и устойчиво лидерство, обучение за лидерство и ангажираност за по-доброто като основни причини за успеха на Демократичния ангажимент (TDC) в колежа. TDC е национална инициатива, която има за цел да помогне на американските обществени колежи да обучават своите ученици на демокрация.
Политическото участие е друг ключов елемент, който се практикува редовно. Участието в заседанията на обществения съвет за дискусии информира гражданите за необходимостите и промените, които трябва да бъдат направени. Даването на информиран вот на местно ниво може да промени много неща, които засягат ежедневния живот.
Онлайн ангажираността дава възможност на гражданите да участват в местното си управление, каквото иначе не биха имали, като им позволява да се изказват от уюта на собствения си дом. Онлайн ангажирането включва неща като онлайн гласуване и форуми за обществени дискусии, които дават възможност на гражданите да изразят мнението си по теми и да предлагат решения, както и да намерят други с общи интереси и създават възможност за сформиране на групи за застъпничество, свързани с определени интереси. Използването на интернет позволи на хората да имат лесен достъп до информация и доведе до по-добре информирана общественост, както и до създаване на ново усещане за общност на гражданите.

## Гражданска ангажираност в ролята на държавното управление
Когато тези, които служат, изслушват гражданите, те стават по-добре информирани за това, което е необходимо на общността и обикновено вземат по-добри решения. Мириам Портър заявява, че избраните служители трябва да общуват със своите граждани, за да имат по-добро разбиране: „Без това настъпват сътресения, подозрения и намаляване на общественото доверие“. Гражданската ангажираност има взаимосвързани отношения в различните субекти на държавата. Чрез ценностите, знанията, свободите, уменията, идеите, нагласите и убежденията на населението, гражданската ангажираност култивира и оформя държавата като представяне на огромна културна, социална и икономическа идентичност. Гражданската ангажираност, приложена в държавата, не е възможна без местна гражданска ангажираност. Както в демократичното общество, гражданите са източникът, който дава живот на представителната демокрация. Прилагането на този принцип може да бъде намерено в програмите и законите, които държавите са изпълнили въз основа на различни области, засягащи конкретната държава. Здравеопазването, образованието, равенството, имиграцията са няколко примера за образувания, които гражданската ангажираност може да оформи в рамките на една държава.

### Приложение в здравеопазването
Държавите прилагат програми за обществено здраве, за да се възползват по-добре от нуждите на обществото. Държавната програма за детско здравно осигуряване (SCHIP) например е най-голямата публична инвестиция в детско здравеопазване, подпомагаща над 11 милиона незастраховани деца в Съединените щати. „Тази програма за здравно осигуряване в цяла държава за деца с ниски доходи е свързана с подобрен достъп, използване и качество до грижите, което предполага, че SCHIP има потенциала да подобри здравните грижи за американските деца с ниски доходи“. Държавите участват в програмата и я извайват, за да отговарят по-добре на нуждите на демографските данни на тази държава, като осигуряват здравеопазването и гражданския процес на ангажираността на хората, които участват в програмата, както и да реформират и отстранят идентичността на държавата.